# Best of (album de Renaud Hantson)
Pour les articles homonymes, voir Best of.
Albums de Renaud Hantson
Je couche avec moi Opéra Rock
Best of est un album de Renaud Hantson sorti en octobre 2009.

## Titres de l'album
1. Apprendre à vivre sans toi
2. Voyeur
3. SOS d’un terrien en détresse
4. Quatre saisons
5. C’est du sirop
6. Seulement humain
7. Mathieu
8. Écoute le silence
9. Je t’aime ainsi
10. La Chanson de Ziggy
11. Je perds le sud
12. Géant
13. Un monde plus haut
14. Mourir comme lui
15. A.M.O.U.R.
16. Tu me manques
17. Le Temps des cathédrales
18. Tellement de choses
19. Plaisir et Souffrance